# Hohentwiel (Bannwald)
Das Gebiet Hohentwiel ist ein mit Datum vom 1. Januar 1970 ausgewiesener Bannwald (Schutzgebiet-Nummer 100031) bei Singen (Hohentwiel) im Landkreis Konstanz in Baden-Württemberg.

## Lage
Das Schutzgebiet befindet sich am Hang des Hohentwiels zwischen den Gemeinden Hilzingen und Singen.
Der Bannwald liegt vollständig im Naturschutzgebiet Hohentwiel. Im Norden, im Süden und in der Mitte grenzt er an das Landschaftsschutzgebiet Hohentwiel. Er ist Teil des Vogelschutzgebiets Hohentwiel/Hohenkrähen und er ist Teil des FFH-Gebiets Westlicher Hegau.

## Vegetation
Im Bannwald kommen laut Waldbiotopkartierung die folgenden Pflanzen vor:
Feldahorn, Spitzahorn, Berg-Ahorn, Ähriges Christophskraut, Giersch, Knoblauchsrauke, Bärlauch, Gelbes Windröschen, Wiesen-Kerbel, Aronstab, Gewöhnliche Berberitze, Acker-Glockenblume, Gold-Kälberkropf, Schöllkraut, Hohler Lerchensporn, Gemeine Hasel, Zweigriffeliger Weißdorn, Kriechende Gämswurz, Scharbockskraut, Gemeine Esche, Gewöhnliche Goldnessel, Kletten-Labkraut, Echte Nelkenwurz, Gemeiner Efeu, Gefleckte Taubnessel, Rote Heckenkirsche, Wald-Bingelkraut, Gemeine Fichte, Waldkiefer, Vogelkirsche, Einblütiges Perlgras, Wald-Bingelkraut, Wald-Sauerklee, Gemeine Fichte, Gewöhnlicher Tüpfelfarn, Espe, Hasenlattich, Vogelkirsche, Gewöhnliche Traubenkirsche, Dunkles Lungenkraut,
Dunkles Lungenkraut, Gold-Hahnenfuß, Alpen-Johannisbeere, Stachelbeere, Gewöhnliche Robinie, Schwarzer Holunder, Echte Mehlbeere, Sommerlinde, Bergulme, Wolliger Schneeball.

## Schutzzweck
Der Schutzzweck des Bannwalds ist gemäß Schutzgebietsverordnung
- Die unbeeinflusste, spontane Entwicklung des Waldes mit seinen Tier- und Pflanzenarten (Schutz des Sukzessionsablaufs, Prozessschutz) sowie die wissenschaftliche Beobachtung der Entwicklung zu gewährleisten.
- Dies beinhaltet den Schutz der Lebensräume und -gemeinschaften, die sich im Gebiet befinden, sich im Verlauf der eigendynamischen Entwicklung des Waldbestandes innerhalb des Schutzgebietes ändern oder durch die eigendynamische Entwicklung entstehen.

## Betreuung
Wissenschaftlich betreut wird der Bannwald durch die Forstliche Versuchs- und Forschungsanstalt Baden-Württemberg (BVA).